# Jakub Kadák
Jakub Kadák (* 14. Dezember 2000 in Trenčín) ist ein slowakischer Fußballspieler.

## Karriere

### Verein
Von der U19 des FK AS Trenčín kommend rückte Kadák im Januar 2018 in die erste Mannschaft auf. Sein Ligadebüt hatte er am 10. März 2018 bei einer 1:2-Niederlage gegen Spartak Trnava in der Meistergruppe. Danach kam er immer wieder zu Kurzeinsätzen, aber erst ab der Spielzeit 2019/20 folgten für ihn dann mehr Einsätze am Stück. Zur Spielzeit 2021/22 wurde Kadák Mannschaftskapitän und mit 13 Toren Torschützenkönig in der Liga. Seit der Spielzeit 2022/23 steht er in der Schweiz beim FC Luzern unter Vertrag.

### Nationalmannschaft
Nach der U16 bestritt Kadák mit der U17 wie auch der U19 ein paar Partien, aber erst ab der U21 kam er kontinuierlich zu Einsätzen. Von September 2020 bis September 2022 war er für die Mannschaft aktiv und bestritt mit seinem Team eine Vielzahl an Qualifikationsspielen für Europameisterschaften, wobei keine Qualifikation zu einer Endrunde gelang.
Sein Debüt im Trikot der slowakischen A-Nationalmannschaft hatte er am 19. November 2023 bei einem 2:1-Sieg über Bosnien und Herzegowina in der Qualifikation für die Europameisterschaft 2024, wo er zur 85. Minute für Ondrej Duda eingewechselt wurde. Nach der erfolgreichen Qualifikation für die Endrunde wurde er auch für die Vorbereitung zu dieser nominiert.